# Flasktjärnen, Hälsingland
Flasktjärnen är en sjö i Härjedalens kommun i Hälsingland och ingår i Ljusnans huvudavrinningsområde.